# Liste der Kulturdenkmäler in Frankfurt-Sindlingen
In der Liste der Kulturdenkmäler in Frankfurt-Sindlingen sind alle Kulturdenkmäler im Sinne des Hessischen Denkmalschutzgesetzes in Sindlingen, einem Stadtteil von Frankfurt am Main aufgelistet.
Grundlage ist die Denkmaltopographie aus dem Jahre 1994, die zuletzt 2000 durch einen Nachtragsband ergänzt wurde.

## Kulturdenkmäler in Sindlingen
| Bild                                                                | Bezeichnung                                                         | Lage | Beschreibung | Bauzeit                | Daten      |
| ------------------------------------------------------------------- | ------------------------------------------------------------------- | --- | ------------ | ---------------------- | ---------- |
| weitere Bilder                                                      | Gesamtanlage 127 (Ferdinand-Hofmann-Siedlung)                       | Ferdinand-Hofmann-Straße 7–73, 8–82, Neulandstraße 1–35a, 2–36a, Richard-Weidlich-Platz 1–7, 2–8, Sindlinger Bahnstraße 126–176, 129–179 Lage |              | 1919–30                | 167896 DDB |
| Gesamtanlage 128 (Nachkriegserweiterung Ferdinand-Hofmann-Siedlung) | Gesamtanlage 128 (Nachkriegserweiterung Ferdinand-Hofmann-Siedlung) | Albert-Blank-Straße 6–40 Lage |              | 1959                   | 167897 DDB |
| Villa Meister und Park                                              | Villa Meister und Park                                              | Allesinastraße 1–3, Weinbergstraße 9 Lage |              | 1903–04                | 155539 DDB |
| Kreuz                                                               | Kreuz                                                               | Farbenstraße gegenüber 36 Lage |              | 18. Jahrhundert        | 155542 DDB |
| Ehemaliges Evangelisch-Landeskirchliches Gemeindezentrum Arche      | Ehemaliges Evangelisch-Landeskirchliches Gemeindezentrum Arche      | Hugo-Kallenbach-Straße 59 Lage |              | 1973                   | 160214 DDB |
| weitere Bilder                                                      | Ranzenplatzbrunnen                                                  | Huthmacherstraße Lage |              | 19. Jahrhundert        | 155550 DDB |
|                                                                     |                                                                     | Huthmacherstraße 3 Lage |              | 18. Jahrhundert        | 155543 DDB |
| weitere Bilder                                                      |                                                                     | Huthmacherstraße 7 Lage |              | 1695                   | 155544 DDB |
| weitere Bilder                                                      | Zehnthof und Kreuz                                                  | Huthmacherstraße 15 Lage |              | 1720                   | 155545 DDB |
| weitere Bilder                                                      |                                                                     | Huthmacherstraße 16 Lage |              | 1695                   | 155546 DDB |
| weitere Bilder                                                      | Katholische St.-Dionysius-Kirche, Glockenturm und Kreuz             | Huthmacherstraße 17 Lage |              | 1823–25                | 155547 DDB |
| weitere Bilder                                                      | Katholische St.-Dionysius-Kirche, Glockenturm und Kreuz             | Huthmacherstraße 17 Lage |              | 1823–25                | 155547 DDB |
| Sindlinger Pumpenbrunnen                                            | Sindlinger Pumpenbrunnen                                            | Huthmacherstraße vor 17 Lage |              | frühes 19. Jahrhundert | 155548 DDB |
|                                                                     |                                                                     | Ranzengasse 12 Lage |              | 1688                   | 155551 DDB |
| weitere Bilder                                                      | Evangelische Kirche mit Pfarrhaus                                   | Sindlinger Bahnstraße 44 Lage |              | 1906–07                | 156664 DDB |

## Kulturdenkmäler auf dem Friedhof Sindlingen
| Bild           | Bezeichnung                    | Lage            | Beschreibung                                                                                                  | Bauzeit      | Daten |
| -------------- | ------------------------------ | --------------- | --- | ------------ | ----- |
| Kruzifix       | Kruzifix                       | Neben frl1 Lage | Kruzifix aus rotem Sandstein, wohl vom alten Friedhof transloziert                                            |              |       |
| weitere Bilder | Toranlage mit Einsegnungshalle | Lage            | |              |       |
| Wegekreuz      | Wegekreuz                      | Lage            | Schlankes Sandsteinkreuz auf keltischen Sockel aus Muschelkalk                                                | 1879         |       |
| weitere Bilder | Kriegsgräberfeld               | Lage            | Kriegsgräberfeld mit zentraler Plastik eines trauernden Kriegers aus Muschelkalk, geschaffen durch Schreiber. | 1920er Jahre |       |

| Bild | Gewann        | Name(n)                          | Jahr                | Steinmetz       | Beschreibung                                                   |
| ---- | ------------- | -------------------------------- | ------------------- | --------------- | -------------------------------------------------------------- |
| 0    | Frl 2–3, 7–8  | Kohn-Blumentritt-Johsdorf-Wagner | 1950/1961/1957/1955 | 0               | Früher eine Reihe von 8 gleichartigen Stelen und Urnengräbern. |
|      | Frl 61–63     | Vollrath-Patt-Scherb             | 1917                | 0               | Flach profilierte neoklassizistische Wandstele aus Sandstein.  |
|      | Frl 69–70     | Colloseus-Neuser                 | 1918                | 0               | Neogotische Ädikula aus Kalkstein.                             |
|      | Frl 81–83     | Kirchhof                         | 1953                | 0               | Schriftstele aus poliertem Granit.                             |
| 0    | Frl 126a–127a | Bannert                          | 1933                | 0               | Wandstele aus Muschelkalk.                                     |
|      | Frl 127–132   | Herbert von Meister              | 1919                | Augusto Varnesi | Wandstele aus Muschelkalk.                                     |
|      | Frl 131a–132a | Tröller                          | 1928                | 0               | Dreigeteilte Wandstele aus Muschelkalk.                        |
|      | Frl 169–171   | Thies                            | 1922                | 0               | Dreigeteilte Wandstele aus Kalkstein.                          |
| 0    | Frl 227–228   | Nix                              | 1925                | 0               | Kreuzdenkmal aus poliertem Granit.                             |
|      | Frl 461–462   | Colloseus                        | 1940                | 0               | Quadratische Bildstele.                                        |